# Бенче (провінція)
Бенче (в'єт. Bến Tre) — провінція на півдні В'єтнаму, розташована у дельті Меконга. Площа становить 2360,2 км²; населення за даними за переписом 2009 року — 1 255 946 осіб. Адміністративний центр провінції — місто Бенче (Bến Tre), знаходиться за 1805 км від Ханоя і за 85 км від Хошиміна.
На території провінції розташовуються рукава Меконгу, піщані дюни, рисові поля і фруктові сади. Провінція Бенче славиться як житниця південного В'єтнаму. Основа економіки — вирощування рису, фруктів, кокосів. На всю країну відомі місцеві кокосові солодощі типу ірисок. Відвідування провінції туристами входить у стандартну програму туру у дельту Меконгу.

## Адміністративний поділ
В адміністративному відношенні поділяється на муніципалітет Бенче і 7 повітів:
- Бачі (Ba Tri)
- Біньдай (Bình Đại)
- Зенгчом (Giồng Trôm)
- Мока (Mỏ Cày)
- Тханьфу (Thạnh Phú)
- Тяутхань (Châu Thành)
- Чолак (Chợ Lách)

## Населення
У 2009 році населення провінції становило 1 255 946 осіб (перепис), з них 616 174 (49,06 %) чоловіки і 639 772 (50,94 %) жінки, 1 131 632 (90,10 %) сільські жителі і 124 314 (9,90 %) жителі міст, 1 251 364 (99,64 %) етнічні в'єтнамці.

## Галерея

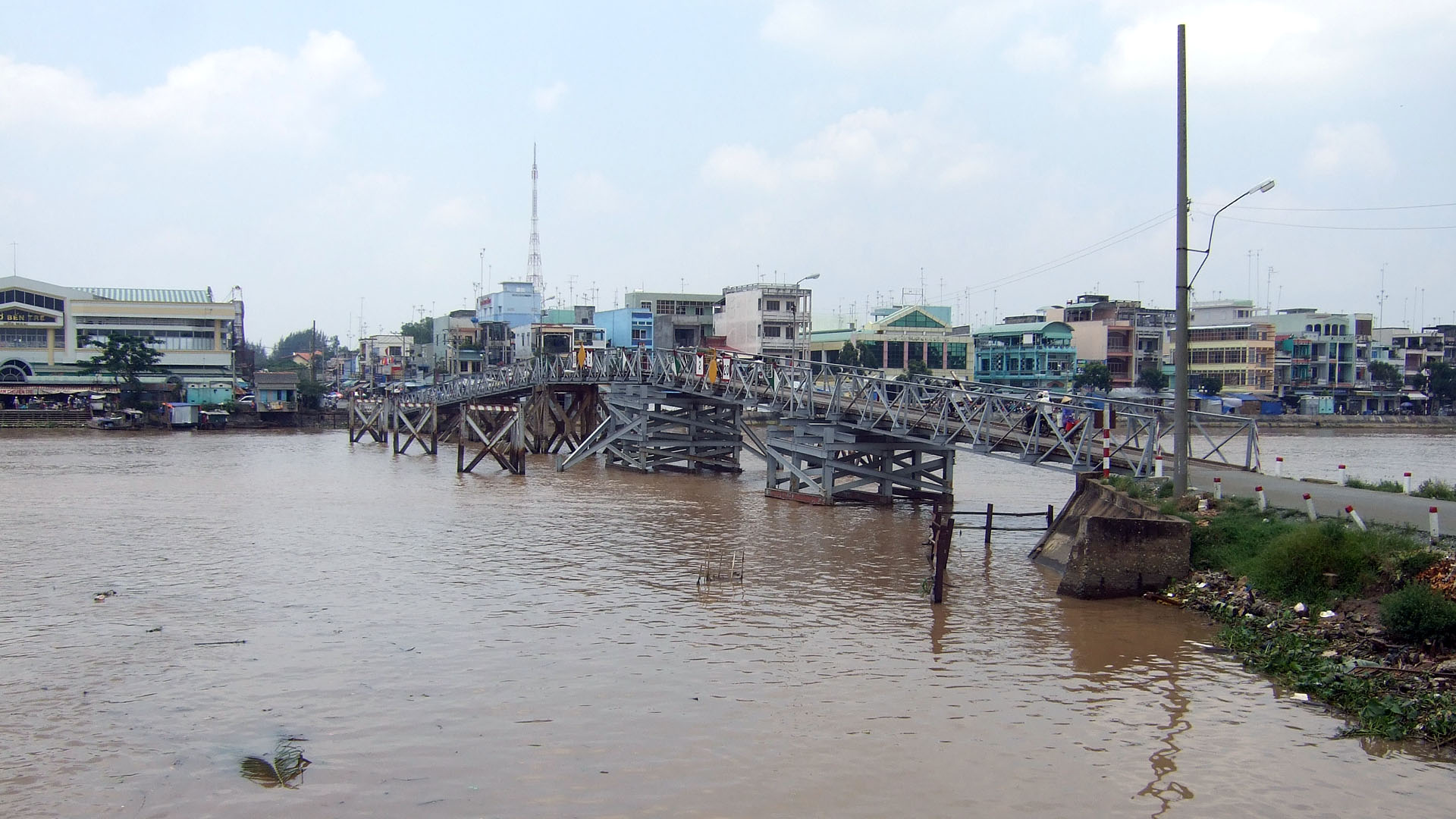
Міст у місті Бенче
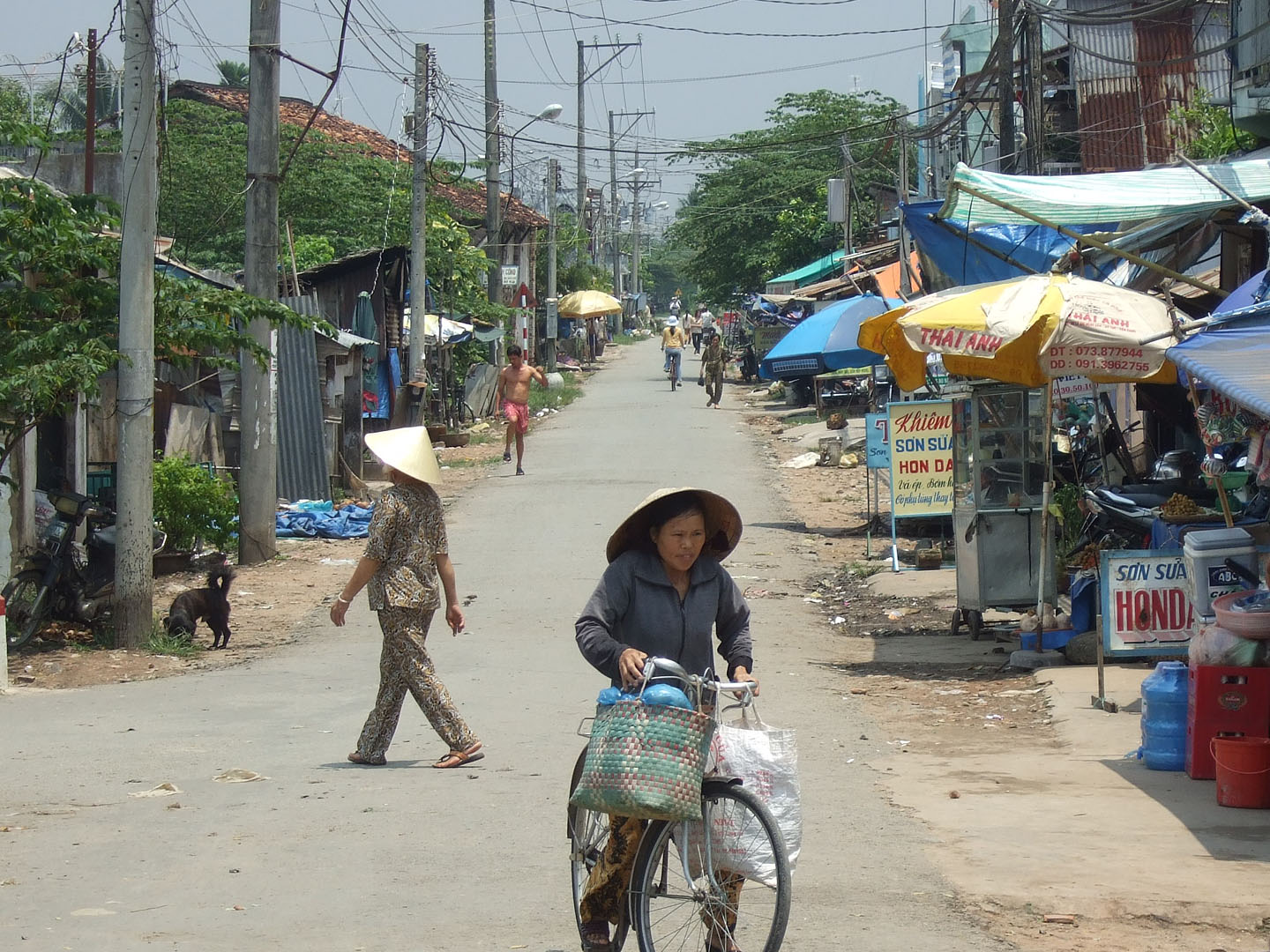